# Йоанова къща (Нигрита)
Йоановата къща (на гръцки: Κτίριο Ιωάννου) е къща и местна забележителност, разположена в град Нигрита, Гърция.
Сградата е разположена на улица „28 октомври“. В 1996 година сградата е обявено за защитен исторически паметник.